# Championnats du monde de pétanque 2019
Navigation
Édition précédente Édition suivante
Le championnat du monde de pétanque 2019 est une édition des championnats du monde de pétanque. 

## Présentation
Cette compétition constitue la 2e édition des doublettes seniors, la 3e édition du tête à tête senior, la 17e édition des triplettes séniors féminines, la 2e édition des doublettes seniors féminines, la 3e édition du tête à tête senior féminin, la 10e édition du tir de précision sénior féminine, la 2e édition des doublettes senior mixtes, la 17e édition des triplettes juniors et la 10e édition du tir de précision junior. Elle se déroule à Alméria (Espagne), du 2 au 5 mai 2019 pour les doublettes seniors, le tête à tête senior, les doublettes seniors féminines, le tête à tête senior féminine et les doublettes seniors mixtes. Elle se déroule à Phnom Penh (Cambodge), du 19 au 23 novembre 2019 pour les triplettes seniors féminines, le tir de précision sénior féminine, les triplettes juniors et le tir de précision junior.

## Résultats àAlméria(Espagne)

### Doublette sénior[1]

#### Phase finale
| Nation        | Score | Nation             |
| ------------- | ----- | ------------------ |
| France        | 13-1  | Nouvelle-Calédonie |
| Suède         | 13-10 | Maroc              |
| Madagascar    | 13-5  | Thaïlande          |
| Sénégal       | 13-12 | Espagne            |
| Italie        | 13-5  | Maurice            |
| Canada        | 13-2  | Danemark           |
| Suisse        | 13-9  | Belgique           |
| Côte d'Ivoire | 13-4  | Monaco             |

| Nation        | Score | Nation  |
| ------------- | ----- | ------- |
| France        | 13-2  | Suède   |
| Madagascar    | 13-11 | Sénégal |
| Italie        | 13-1  | Canada  |
| Côte d'Ivoire | 13-1  | Suisse  |

| Nation | Score | Nation        |
| ------ | ----- | ------------- |
| France | 13-3  | Madagascar    |
| Italie | 13-12 | Côte d'Ivoire |

| Nation | Score | Nation |
| ------ | ----- | ------ |
| France | 13-8  | Italie |

### Tête à tête sénior[2]

#### Phase finale
| Nation     | Score | Nation    |
| ---------- | ----- | --------- |
| Danemark   | 13-3  | Espagne   |
| Monaco     | 13-8  | Allemagne |
| Sénégal    | 13-4  | Canada    |
| Suisse     | 13-7  | Maroc     |
| Madagascar | 13-8  | Belgique  |
| France     | 13-10 | Italie    |
| Thaïlande  | 13-2  | Espagne 2 |
| Luxembourg | 13-9  | Maurice   |

| Nation    | Score | Nation     |
| --------- | ----- | ---------- |
| Monaco    | 13-2  | Danemark   |
| Suisse    | 13-11 | Sénégal    |
| France    | 13-10 | Madagascar |
| Thaïlande | 13-11 | Luxembourg |

| Nation | Score | Nation    |
| ------ | ----- | --------- |
| Suisse | 13-12 | Monaco    |
| France | 13-10 | Thaïlande |

| Nation | Score | Nation |
| ------ | ----- | ------ |
| Suisse | 13-12 | France |

### Doublette senior féminine[3]

#### Phase finale
| Nation     | Score | Nation     |
| ---------- | ----- | ---------- |
| Norvège    | 13-12 | Belgique   |
| Suède      | 13-11 | Luxembourg |
| Angleterre | 13-0  | Chine      |
| Canada     | 13-3  | Italie     |
| Thaïlande  | 13-2  | Lettonie   |
| Danemark   | 13-8  | Espagne 2  |
| Espagne    | 13-9  | Tunisie    |
| France     | 13-5  | Allemagne  |

| Nation    | Score | Nation     |
| --------- | ----- | ---------- |
| Suède     | 13-7  | Norvège    |
| Canada    | 13-8  | Angleterre |
| Thaïlande | 13-5  | Danemark   |
| France    | 13-0  | Espagne    |

| Nation    | Score | Nation |
| --------- | ----- | ------ |
| Suède     | 13-5  | Canada |
| Thaïlande | 13-12 | France |

| Nation    | Score | Nation |
| --------- | ----- | ------ |
| Thaïlande | 13-8  | Suède  |

### Tête à tête sénior féminine[4]

#### Phase finale
| Nation              | Score | Nation         |
| ------------------- | ----- | -------------- |
| Tunisie             | 13-5  | Maroc          |
| Danemark            | 13-4  | Allemagne      |
| France              | 13-5  | Suisse         |
| République de Chine | 13-3  | Tchéquie       |
| Belgique            | 13-11 | Ukraine        |
| Espagne             | 13-5  | Israël         |
| Cambodge            | 13-3  | Norvège        |
| Thaïlande           | 13-2  | Pays de Galles |

| Nation    | Score | Nation              |
| --------- | ----- | ------------------- |
| Tunisie   | 13-0  | Danemark            |
| France    | 13-10 | République de Chine |
| Belgique  | 13-9  | Espagne             |
| Thaïlande | 13-5  | Cambodge            |

| Nation    | Score | Nation   |
| --------- | ----- | -------- |
| France    | 13-11 | Tunisie  |
| Thaïlande | 13-3  | Belgique |

| Nation | Score | Nation    |
| ------ | ----- | --------- |
| France | 13-10 | Thaïlande |

### Doublette mixte[5]

#### Phase finale
| Nation    | Score | Nation             |
| --------- | ----- | ------------------ |
| France    | 13-10 | Tunisie            |
| Espagne   | 13-0  | Israël             |
| Monaco    | 13-4  | Pologne            |
| Maurice   | 13-12 | Canada             |
| Belgique  | 13-4  | Nouvelle-Calédonie |
| Suède     | 13-11 | Cambodge           |
| Italie    | 13-11 | Maroc              |
| Thaïlande | 13-1  | Tchéquie           |

| Nation    | Score | Nation  |
| --------- | ----- | ------- |
| France    | 13-3  | Espagne |
| Monaco    | 13-0  | Maurice |
| Belgique  | 13-9  | Suède   |
| Thaïlande | 13-5  | Italie  |

| Nation    | Score | Nation   |
| --------- | ----- | -------- |
| France    | 13-6  | Monaco   |
| Thaïlande | 13-11 | Belgique |

| Nation    | Score | Nation |
| --------- | ----- | ------ |
| Thaïlande | 13-9  | France |

## Résultats àPhnom Penh(Cambodge)

### Triplette sénior féminine[6]

#### Phase finale
| Nation     | Score | Nation             |
| ---------- | ----- | ------------------ |
| Madagascar | 13-3  | Tchéquie           |
| Birmanie   | 13-3  | Canada             |
| France     | 13-6  | Suisse             |
| Pays-Bas   | 13-   | Malaisie           |
| France 2   | 13-3  | Belgique           |
| Finlande   | 13-9  | Italie             |
| Norvège    | 9-7   | Espagne            |
| Chine      | 13-5  | Nouvelle-Calédonie |

| Nation     | Score | Nation     |
| ---------- | ----- | ---------- |
| Thaïlande  | 13-9  | Madagascar |
| Tunisie    | 13-0  | Birmanie   |
| France     | 13-0  | Suède      |
| Pays-Bas   | 13-10 | Israël     |
| Viêt Nam   | 13-4  | France 2   |
| Cambodge   | 13-11 | Finlande   |
| Laos       | 13-8  | Norvège    |
| Cambodge 2 | 13-6  | Chine      |

| Nation    | Score | Nation     |
| --------- | ----- | ---------- |
| Thaïlande | 13-0  | Tunisie    |
| France    | 13-3  | Pays-Bas   |
| Cambodge  | 13-9  | Viêt Nam   |
| Laos      | 13-4  | Cambodge 2 |

| Nation    | Score | Nation   |
| --------- | ----- | -------- |
| Thaïlande | 13-4  | France   |
| Laos      | 13-6  | Cambodge |

| Nation    | Score | Nation |
| --------- | ----- | ------ |
| Thaïlande | 13-4  | Laos   |

### Tir de précision sénior féminine[7]

#### Phase finale
| Nation             | Score | Nation                         |
| ------------------ | ----- | ------------------------------ |
| Leng Ke            | 34-28 | Maryse Bergeron Canada         |
| Cherry Thet Khin   | 31-13 | Laura Streel Belgique          |
| Thepphakan Bilivak | 38-34 | Nantawan Fueangsanit Thaïlande |
| Yan Jing Wang      | 18-5  | Ranu Homniam Norvège           |

| Nation             | Score | Nation                    |
| ------------------ | ----- | ------------------------- |
| Leng Ke            | 48-38 | Cherry Thet Khin Birmanie |
| Thepphakan Bilivak | 25-13 | Yan Jing Wang Chine       |

| Nation  | Score | Nation                  |
| ------- | ----- | ----------------------- |
| Leng Ke | 36-22 | Thepphakan Bilivak Laos |

### Triplette junior[8]

#### Phase finale
| Nation     | Score | Nation   |
| ---------- | ----- | -------- |
| Thaïlande  | 13-0  | Danemark |
| Madagascar | 12-7  | Pologne  |
| Maroc      | 13-3  | Maurice  |
| France     | 13-0  | Suisse   |
| Italie     | 12-9  | Belgique |
| Laos       | 13-3  | Turquie  |
| Espagne    | 10-8  | Monaco   |
| Cambodge 2 | 13-2  | Tchéquie |

| Nation    | Score | Nation     |
| --------- | ----- | ---------- |
| Thaïlande | 13-8  | Madagascar |
| France    | 13-8  | Maroc      |
| Laos      | 13-6  | Italie     |
| Espagne   | 13-7  | Cambodge 2 |

| Nation | Score | Nation    |
| ------ | ----- | --------- |
| France | 13-8  | Thaïlande |
| Laos   | 13-7  | Espagne   |

| Nation | Score | Nation |
| ------ | ----- | ------ |
| France | 13-1  | Laos   |

### Tir de précision junior[9]

#### Phase finale
| Nation                  | Score | Nation                     |
| ----------------------- | ----- | -------------------------- |
| Iarotia Rakotoarivelina | 30-19 | Justin Neu Allemagne       |
| Peempod Rinkeaw         | 33-25 | Sébastien Kallionpaa Suède |
| Joe Casale              | 44-32 | Davide Caporgno Italie     |
| Jean-Philippe Buche     | 35-23 | Lihor Khoun Cambodge       |

| Nation              | Score | Nation                             |
| ------------------- | ----- | ---------------------------------- |
| Peempod Rinkeaw     | 41-33 | Iarotia Rakotoarivelina Madagascar |
| Jean-Philippe Buche | 43-35 | Joe Casale France                  |

| Nation          | Score | Nation                     |
| --------------- | ----- | -------------------------- |
| Peempod Rinkeaw | 37-15 | Jean-Philippe Buche Monaco |

## Podiums
| Épreuve                          | Or                                                                                       | Argent                                                                     | Bronze                                                               |
| -------------------------------- | ---------------------------------------------------------------------------------------- | -------------------------------------------------------------------------- | -------------------------------------------------------------------- |
| Doublette sénior                 | Henri Lacroix - Philippe Suchaud                                                         | Diego Rizzi - Alessio Cocciolo                                             | Assan Fabrice - Choaïb Maiga                                         |
| Doublette sénior                 | Henri Lacroix - Philippe Suchaud                                                         | Diego Rizzi - Alessio Cocciolo                                             | Fanomezantsoa Ramarimanana - Urbain Ramanantiaray                    |
| Tête à tête sénior               | Maïky Molinas                                                                            | Henri Lacroix                                                              | Franck Millo                                                         |
| Tête à tête sénior               | Maïky Molinas                                                                            | Henri Lacroix                                                              | Thanakorn Sangkaew                                                   |
| Doublette sénior féminine        | Phantipha Wongchuvej - Nantawan Fueangsanit                                              | Jessica Johansson - Matilda Boström                                        | Angélique Colombet - Charlotte Darodes                               |
| Doublette sénior féminine        | Phantipha Wongchuvej - Nantawan Fueangsanit                                              | Jessica Johansson - Matilda Boström                                        | Maryse Bergeron - Kassandra Dufresne                                 |
| Tête à tête sénior féminine      | Charlotte Darodes                                                                        | Phantipha Wongchuvej                                                       | Mouna Beji                                                           |
| Tête à tête sénior féminine      | Charlotte Darodes                                                                        | Phantipha Wongchuvej                                                       | Jessica Meskens                                                      |
| Doublette mixte                  | Sarawut Sriboonpeng - Nantawan Fueangsanit                                               | Philippe Suchaud - Angélique Colombet                                      | Joël Marchandise - Nancy Barzin                                      |
| Doublette mixte                  | Sarawut Sriboonpeng - Nantawan Fueangsanit                                               | Philippe Suchaud - Angélique Colombet                                      | Eric Motté - Anne Della Pietra                                       |
| Triplette sénior féminine        | Thongsri Thamakord - Phantipha Wongchuvej - Nantawan Fueangsanit - Aumpawan Suwannaphruk | Thepphakan Bilivak - Vongsavatch Chan - Manivanh Souliya - Souksavat Khoun | Anna Maillard - Audrey Bandiera - Sandrine Herlem - Daisy Frigara    |
| Triplette sénior féminine        | Thongsri Thamakord - Phantipha Wongchuvej - Nantawan Fueangsanit - Aumpawan Suwannaphruk | Thepphakan Bilivak - Vongsavatch Chan - Manivanh Souliya - Souksavat Khoun | Leng Ke - Sreymom Ouk - Sreya Un - Sovanna Keo                       |
| Tir de précision sénior féminine | Leng Ke                                                                                  | Thepphakan Bilivak                                                         | Yan Jing Wang                                                        |
| Tir de précision sénior féminine | Leng Ke                                                                                  | Thepphakan Bilivak                                                         | Cherry Thet Khin                                                     |
| Triplette junior                 | Joe Casale - Flavien Sauvage - Jacques Dubois - Jordan Scholl                            | Latphakdy Phim - Phanthaly Pino - Vannachon Sisom - Homsombath South       | Peempod Rinkeaw - Piya Saartaiam - Vudti Semsayan - Raychata Khamdee |
| Triplette junior                 | Joe Casale - Flavien Sauvage - Jacques Dubois - Jordan Scholl                            | Latphakdy Phim - Phanthaly Pino - Vannachon Sisom - Homsombath South       | Ismael Vazquez - José Rivero - Raul Tabera - Raul Martinez           |
| Tir de précision junior          | Peempod Rinkeaw                                                                          | Jean-Philippe Buche                                                        | Joe Casale                                                           |
| Tir de précision junior          | Peempod Rinkeaw                                                                          | Jean-Philippe Buche                                                        | Iarotia Rakotoarivelina                                              |

## Tableau des médailles
| Rang  | Nation        | Or | Argent | Bronze | Total |
| ----- | ------------- | -- | ------ | ------ | ----- |
| 1     | Thaïlande     | 4  | 1      | 2      | 7     |
| 2     | France        | 3  | 2      | 3      | 8     |
| 3     | Cambodge      | 1  | 0      | 1      | 2     |
| 4     | Suisse        | 1  | 0      | 0      | 1     |
| 5     | Laos          | 0  | 3      | 0      | 3     |
| 6     | Monaco        | 0  | 1      | 2      | 3     |
| 7     | Italie        | 0  | 1      | 0      | 1     |
| 7     | Suède         | 0  | 1      | 0      | 1     |
| 9     | Madagascar    | 0  | 0      | 2      | 2     |
| 9     | Belgique      | 0  | 0      | 2      | 2     |
| 11    | Côte d'Ivoire | 0  | 0      | 1      | 1     |
| 11    | Canada        | 0  | 0      | 1      | 1     |
| 11    | Tunisie       | 0  | 0      | 1      | 1     |
| 11    | Espagne       | 0  | 0      | 1      | 1     |
| 11    | Birmanie      | 0  | 0      | 1      | 1     |
| 11    | Chine         | 0  | 0      | 1      | 1     |
| Total | Total         | 9  | 9      | 18     | 36    |